# Manuel de Orovio Romeu
Manuel de Orovio Romeu (m. Tarragona, 14 d'octubre de 1935) fou un empresari, diplomàtic i polític català. Era comerciant de vins i membre del Partit Conservador, degà del cos consular, cònsol d'Uruguai i vice-cònsol de Portugal. Fou alcalde de Tarragona entre gener de 1919 i setembre de 1920 i president de la Diputació de Tarragona entre novembre de 1927 i gener de 1930.